# Scoparia tuicana
Scoparia tuicana là một loài bướm đêm trong họ Crambidae.